# Velofarynxfunktion
Velofarynxfunktion kallas den muskelmekanism som avgör öppnande och tillslutande av passagen mellan svalget och näshålan, som i sin tur avgör graden av nasalitet. De strukturer som är aktiva i denna mekanism är mjuka gommen och svalgets bakre vägg och sidoväggar. Dessa strukturer kallas tillsammans velofarynx; ordet bildas av velo- från mjuka gommen (velum palatinum) och -farynx från svalget (farynx).

## Velofarynxinsufficiens
Velofarynxinsufficiens (VPI) är det tillstånd då mjuka gommen och svalgets sidoväggar inte kan sluta tätt mellan munhåla och näshåla. En följd av VPI är att rösten blir nasal, på grund av anslutningen till näshålan.
Velofaryngeala friktionsljud... Nasala genomslag... Velofarynxlambå...
För att bedöma och behandla avvikande velofarynxfunktion krävs kontakt med logoped. Ofta åtgärdas avvikelserna kirurgiskt.